# Cyrtonops piceata
Cyrtonops piceata är en skalbaggsart som beskrevs av Holzschuh 1991. Cyrtonops piceata ingår i släktet Cyrtonops och familjen långhorningar. Inga underarter finns listade i Catalogue of Life.